# Anne Hilarion de Costentin de Tourville
Cet article concerne l'amiral de Louis XIV. Pour l'écrivain, voir Anne de Tourville.
Anne Hilarion de Costentin (ou Cotentin), comte de Tourville, est un vice-amiral et maréchal de France, né le 24 novembre 1642 à Paris et mort le 23 mai 1701 à Paris.
Présenté à l'âge de quatre ans dans l'ordre de Saint-Jean de Jérusalem à Malte, il mène très jeune plusieurs campagnes en mer Méditerranée contre les Barbaresques et les Turcs. En 1666, il intègre la Marine royale et est nommé capitaine de vaisseau l'année suivante.
C'est pendant la guerre de Hollande que Tourville se distingue pour la première fois pendant la campagne de Sicile, aux batailles d'Alicudi, d'Agosta et de Palerme en 1676. La paix revenue, il commande une escadre de quatre vaisseaux, en 1679, lorsqu'il est lieutenant-général des armées navales en 1682, il est nommé vice-amiral du Levant en 1689, un an après la mort du « Grand Duquesne ». Pendant la guerre de la Ligue d'Augsbourg, il se distingue à nouveau lors de la bataille du cap Béveziers en 1690 et lors de la bataille de Lagos en 1693. Fait maréchal de France, il se retire à la fin de la guerre. Il meurt à Paris en 1701, à l'âge de 58 ans.

## Biographie

### Un gentilhomme d'origine normande
Tourville est issu d'une ancienne famille noble d'extraction chevaleresque, originaire de Basse-Normandie. Son aïeul Louis-Guillaume de Cotentin, seigneur de Tourville, accompagna Saint-Louis, lors de sa croisade en Terre sainte, avec un rang distingué dans son armée. La Maison de Costentin de Tourville fournit un grand nombre de militaires au royaume de France.
Son père César de Cotentin, comte de Tourville et de Fismes, est gentilhomme du duc de Saint-Simon, père du célèbre mémorialiste puis capitaine d'une Compagnie d'ordonnance en 1632. Il est ensuite premier gentilhomme et chambellan du Prince de Condé et l'accompagne dans toutes ses expéditions militaires. Louis XIII le fait Conseiller d’État, lui donne le commandement de la Normandie en 1640, et le charge de défendre la Bourgogne conjointement avec les lieutenants-généraux, les comtes de Tavannes et de Montrevel.
Sa mère, Lucie de La Rochefoucauld est la fille d'Isaac de La Rochefoucauld, baron de Montendre (branche La Rochefoucauld-Doudeauville) (1574?-1625) et d'Hélène de Fonsèques de Surgères. Elle est dame d'honneur de la princesse de Condé,. De leur union naissent sept enfants, dont trois fils :
- Lucie (1632–1707), frondeuse, mariée en 1646 à Michel d’Argouges, marquis de Gouville
- François-César (1635–1697), comte de Tourville et de Fismes, colonel d'un régiment de cavalerie, commandant la Compagnie des Gens-d'armes du Prince de Condé, et maréchal des camps et armées du roi
- Joseph, officier mort en Espagne en 1673
- Françoise née vers 1638, mariée en 1658 au comte de Châteaumorand[Note 4]
- Hélène, morte en 1715, abbesse de Penthemont à Paris
- Marie, religieuse à l'abbaye de Penthemont à Paris
- Anne-Hilarion (1642–1701), comte de Tourville, maréchal de France, vice-amiral de France, dont il est question dans cette page.

### Jeunesse et débuts dans l'ordre de Saint-Jean de Jérusalem
Il naît à Paris,, ou au château familial de Tourville, il est baptisé le 24 novembre 1642 en l'église Saint-Sauveur à Paris,. Sa famille a participé à la Fronde. Son père sollicite son admission dans l'ordre de Saint-Jean de Jérusalem à Malte auprès du grand maître Jean-Paul de Lascaris-Castellar, Anne Hilarion de Costentin est reçu de minorité le 11 avril 1647, grâce à ses huit quartiers de noblesse, à l'âge de quatre ans.
À sa majorité, il fait ses caravanes où il montre rapidement sa bravoure face aux pirates barbaresques. Il se signale en plusieurs occasions, notamment lors d'un combat contre une galère turque en 1661, dont il parvient à se rendre maître. L'année suivante, alors âgé de 20 ans, il s'empare près de Zante de quatre navires turcs et en coule un cinquième. Par la suite, il arme un vaisseau pour la course, en compagnie du Chevalier d'Hocquincourt, avec qui il réalise des prises. En 1665, ils mettent en fuite six navires d'Alger et, après un combat de neuf heures, ils contraignent trente-six galères à la retraite, près de Port-Dauphin, sur l'île de Chio, en mer Méditerranée, après que ces galères ont perdu plus de cinq cents hommes. Mais trop endommagé, le vaisseau d'Hocquincourt coule et ce dernier se noie. Tourville, comme il l'écrira plus tard, ne se sauve que par miracle. Rappelé par sa famille, Tourville rentre en France en septembre 1666, malgré ses caravanes, il ne prononcera jamais ses vœux de frère-chevalier de l'Ordre ce qui lui permettra de se marier en 1690
En chemin, il passe par Venise où la République le gratifie d'une médaille d'or et d'un certificat délivré à « l'invincible protecteur du commerce maritime, à la terreur des turcs » et séjourne trois mois à Lyon.
Surnommé « Adonis », les mauvaises langues vont jusqu'à prétendre qu'il avait auprès des hommes « plus de succès que ses sœurs », un reproche souvent adressé aux marins élevés entre eux, sans femme.

### Dans la Marine deLouisXIV
À Paris, sa mère n'a aucune peine à le faire entrer Marine royale : Colbert ne cesse alors de se plaindre de la « disette de cadres » ; or Tourville a 24 ans et déjà quatre ans d'expérience en Méditerranée. Le 4 décembre 1666, le duc de Beaufort, grand-maître de la navigation donne à Tourville une commission de capitaine de vaisseau. Il s'agit là d'un réel privilège, étant donné son jeune âge, un brevet de lieutenant de vaisseau lui aurait certainement été attribué si la comtesse douairière de Tourville, sa mère, née La Rochefoucauld, n'était pas aussi en faveur à la Cour.
Capitaine en 1667, il reçoit en 1668 son premier commandement, celui du vaisseau de ligne Le Courtisan. Avec ce vaisseau, il conduit en mars un commissaire du Roi chargé de réclamer à Alger l'exécution d'un traité récemment conclu entre le Roi et le dey,. Au début de 1669, il reçoit un second commandement, celui du vaisseau Le Croissant. Il croise alors en Méditerranée et participe à l'expédition de Candie placée sous les ordres du duc de Beaufort, au sein de la flotte qui quitte Toulon le 5 juin 1669. À son retour, en novembre 1669, il est confirmé par le Roi dans son grade de capitaine de vaisseau. En 1670, il se rend à la Cour de Versailles où il reste un an (toutefois le 15 juin 1670 à bord de l'Hercule il entre en rade de Lisbonne où il croise Mr Forant sur le Triomphe, partant pour les Indes orientales, d'après le récit de Melet), il accompagne le Roi dans les Flandres. Enfin, il protège le commerce français et s'oppose aux Turcs à bord de L'Hercule. Envoyé dans le golfe de Venise, à la tête de trois vaisseaux, il incendie devant Barlet un vaisseau ragusois, chargé de ravitailler les troupes ottomanes, il canonne ensuite la ville. Il prend un vaisseau de 50 canons, chargé de blé et d'autres provisions qu'il convoie à Messine. II capture d'autres vaisseaux au large de Brindisi. À son retour à Messine, il bombarde Reggio, où il escorte un brûlot qui met le feu à un vaisseau de guerre et à quatorze bâtiments au mouillage dans ce port. Le duc de Beaufort le compte alors parmi ses meilleurs capitaines.
En 1671, commandant Le Duc, il effectue un coup de main audacieux contre des navires tunisiens stationnés dans le port de Sousse. Rentré à Rochefort, il apprend alors la mort de sa mère, survenue en mars 1671, et aux obsèques de laquelle il n'a pu assister.

#### Guerre de Hollande (1672-1678)
Quand la guerre de Hollande éclate en 1672, il rejoint la Flotte du Ponant et l'escadre du comte d'Estrées et reçoit le commandement du Sage. La même année, il permet à son neveu, le marquis de Châteaumorand d'entrer dans la Marine. Il brille à la bataille de Solebay, le 7 juin, avant de prendre part aux trois combats de l'été 1673 contre l'amiral hollandais Michiel de Ruyter — Schooneveld, Walcheren et le Texel — à bord du Le Sans-Pareil. En 1674, il monte L'Excellent, 56 canons, avec lequel il s'échoue. Il retourne au Levant en 1675 pour y livrer une guerre de course et incendie Reggio le 30 juillet 1675. Il est nommé chef d'escadre de Guyenne le 30 octobre 1675, une promotion qui vient récompenser ses actions, mais qui est également due aux protections dont Tourville bénéficiait à la Cour,.

##### Bataille d'Agosta, 22 avril 1676

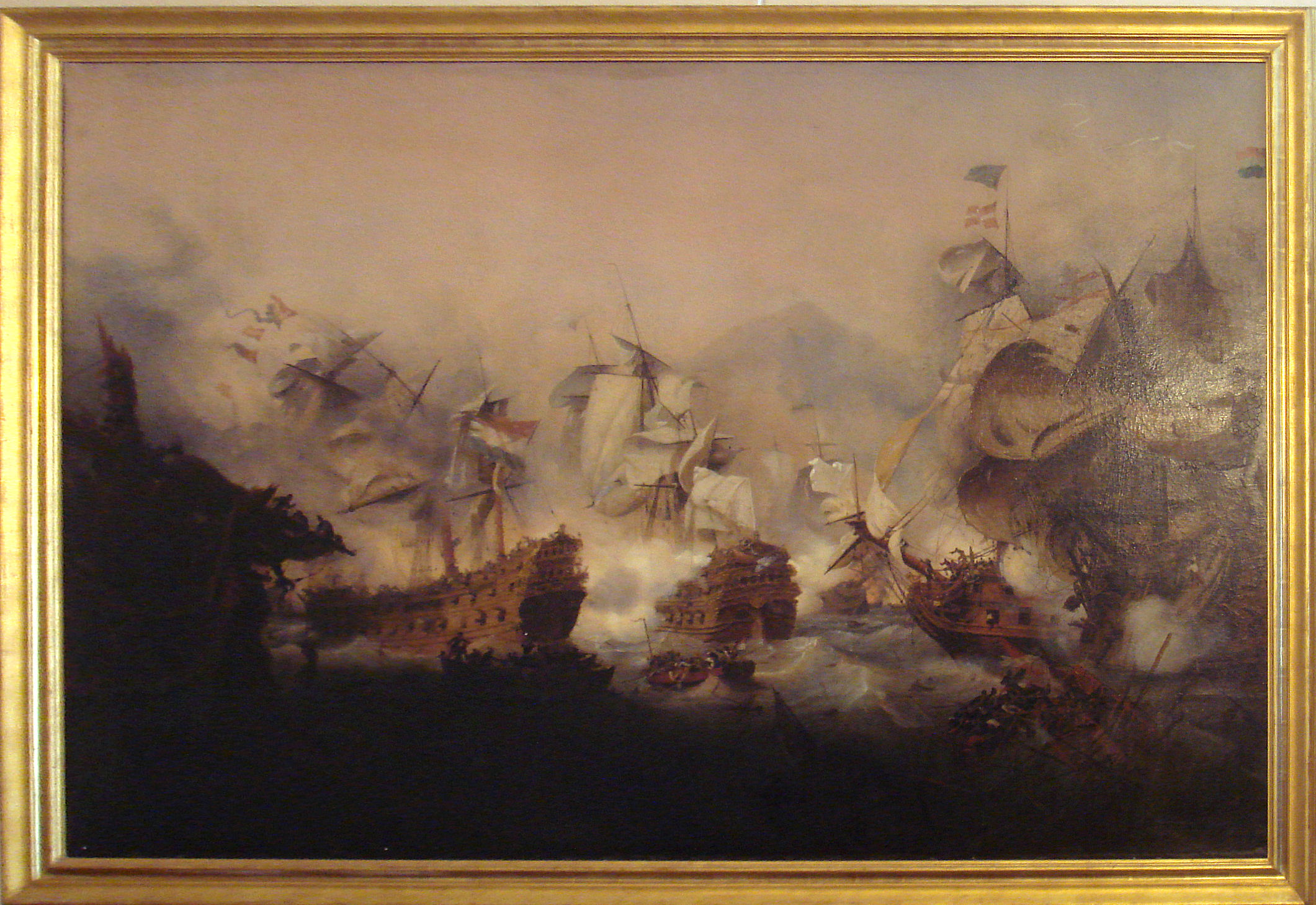
Bataille d'Agosta par Ambroise Louis Garneray

Son vaisseau étant à la tête de la flotte française, il pénètre le premier dans le port d'Agosta, où il prend le fort d'Aroley, après quoi les autres forts et la ville se rendent. Commandant le vaisseau Le Duc et alors qu'il se rendait à Malte pour se ravitailler en eau, il apprend la présence de dix-sept bâtiments ennemis dans le port de Suse[précision nécessaire], il entre dans le port, y capture une polacre et y met le feu après avoir fait jeter les Ottomans à la mer.

##### Bataille de Palerme, 2 juin 1676

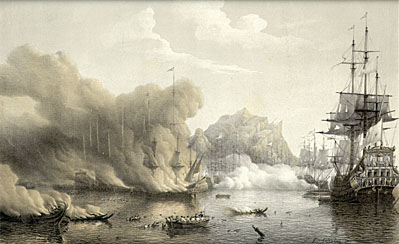
Bataille de Palerme, 2 juin 1676

Il commande Le Sceptre, 80 canons, sous les ordres du maréchal de Vivonne, lors du combat de Palerme (2 juin 1676), contre la flotte de l'amiral hollandais de Ruyter. Au cours de cette bataille, il démontre ses capacités de chef de guerre. Son plan d'attaque permet la victoire de l'escadre commandée par Abraham Duquesne sur l'escadre hispano-hollandaise qui s'est réfugiée dans le port sicilien. Le bilan est lourd pour les coalisés et les Provinces-Unies et la monarchie catholique espagnole perdent huit vaisseaux et quatre amiraux.
Tourville se distingue pendant toute la campagne de Sicile contre de Ruyter, sous les ordres du duc de Vivonne et sous Abraham Duquesne. Au lendemain de la bataille de Palerme, le chevalier de Coëtlogon écrit au ministre, le 3 juin 1676 :

« Monseigneur, je n’entreprendrai pas de vous faire une relation de ce qui s'est passé à Palerme ; il ne s'est jamais rien fait de plus grand ni de plus heureux à la mer, et on ne peut rien ajouter à la gloire que la marine du Roy a acquise dans cette dernière affaire. Tous les capitaines y ont fait des miracles ; mais en vérité on doit la meilleure partie de tout ce bon succès à la bravoure et à la capacité du chevalier de Tourville ; il n'a pas manqué un temps ni une occasion et ayant reconnu avant le combat la situation des ennemis, il prédit tout ce qui est arrivé et donna un plan si juste de la manière dont se devoit faire l'attaque, qu'on s'est trouvé très bien de l'avoir suivi. »

Il commande Le Monarque en 1677, dans l'escadre du grand Duquesne.

#### Promotions et réorganisation de La Royale
Auréolé de cette victoire, il est nommé chef d'escadre en octobre 1679, à l'âge de 37 ans.
En 1679, le ministre de la Marine Seignelay l'envoie à Toulon pour armer une escadre. Seignelay écrit, le 19 février 1679, au directeur des carrosses de Lyon, de tout faire pour faciliter son passage.
Le 7 mars, Tourville écrit, de Toulon, au ministre, pour lui annoncer qu'il se mettait en mesure d'exécuter les ordres qui lui avaient été donnés, et Seignelay lui répond le 18 :

« Prenez bien garde qu'il n'y ait point de retardement, n'y ayant rien de si important dans les commencements que de faire connoitre à Sa Maj. que vous avez toute l'application, le soin et la diligence nécessaires pour vous acquitter des ordres qui vous ont esté donnez, et surtout dans le premier commandement qu'elle a bien voulu vous confier. »

##### Le naufrage duSans-Pareil, 21 octobre 1679
Plus tard, Tourville part de Toulon pour se rendre dans le Ponant, avec quatre vaisseaux : Le Sans-Pareil, Le Content, Le Conquérant et L’Arc-en-Ciel. Arnoul, Intendant de Toulon, annonce ce départ le 2 mai 1679. Il s'agit alors de son onzième commandement en mer. Tourville navigue d'abord fort bien avec cette escadre qui devait tenir la mer la nettoyer des corsaires qui l'infestaient et, à la fin de la bonne saison, rallier le port de Brest pour y désarmer. En octobre, le chef d'escadre pense que le moment était venu de gagner le port ; il prend donc la route qui devait le conduire en Bretagne ; lorsqu'il est assailli, le 21 octobre 1679, au large de Belle-Isle, par une violente tempête.
Peut-être trop sûr de lui, peut-être trop confiant dans les vaisseaux du Roi qui ne cessaient de s'améliorer, Tourville n'inspecte pas assez son vaisseau. Les quatre vaisseaux souffrent horriblement. Le Sans-Pareil, mal radoubé, s'« ouvre ». La coque « se délie ». L'étoupe qui sert de calfatage se gorge d'eau. Le vaisseau se met à sombrer.
Tourville décide d'évacuer le Sans Pareil et de faire passer 70 de ses hommes sur L'Arc en Ciel à l'aide de la grande chaloupe, mais une fois à l'abri, les marins qui montent la chaloupe refusent de retourner sur le vaisseau amiral à l'agonie pour sauver le reste de l'équipage ; c'est finalement le canot de L'Arc en Ciel qui se porte au secours des hommes restés à bord du bâtiment de Tourville, mais l'état de la mer l'empêche d'aborder ; l'amiral ordonne le sauve-qui-peut. Les marins sautent à l'eau, mais comme peu d'entre eux savent nager, beaucoup se noient et disparaissent avec Le Sans Pareil ; on dénombre seulement 78 survivants sur un total de 400 hommes. Dans ce naufrage, Tourville perd son fils, âgé de 19 ans.
Tourville et son équipage sont sauvés par Coëtlogon, le chef d'escadre rend compte du naufrage et de l'action de Coëtlogon dans une lettre adressée à Seignelay quelques jours plus tard.
Finalement, Le Sans-Pareil et Le Conquérant coulent, Le Content commandé par le chevalier d'Imfreville s'échoue dans la rivière de Morbihan ; L'Arc-en-Ciel enfin, commandé par le chevalier de Coëtlogon, plus neuf, plus solide que les autres, peut regagner Brest où il s'abrite.
La nouvelle de ce malheur parvient à Versailles où elle jette la consternation. Près de 800 hommes avaient péri et, parmi eux, beaucoup d'officiers appartenant à des familles importantes. En Provence, d'où les équipages étaient originaires, un deuil général est décrété. On fait payer aux familles des morts ce qui leur revenait de leur solde, seule consolation qu'on peut leur donner. Une enquête est commandée à Brest et à Toulon ; l'intendant de marine Pierre Arnoul, qu'on accusait d'avoir mal veillé aux radoubs, est remplacé à Toulon, par Girardin de Vauvré ; Brodart et Du Quesne sont chargés de recueillir les témoignages des hommes qui, échappés au naufrage, étaient retournés à Toulon. Duquesne répond, le 14 novembre 1679, à Seignelay qui, le 8, lui avait écrit d'Arles :

« Il est constant que le démâtement du beaupré du Sans Pareil est la première cause de son malheur, son mat d'avant - (le malt de misaine) ayant suivi en tombant et ayant ébranlé l'autre (le gd mast) et fait des voyes d'eau au vaisseau dont une grande partie de l'équipage estoit malade, ce qui a fait perdre l'espérance de pouvoir épuiser l'eau et en mesme temps de gouverner le vaisseau, les voiles ayant esté emportées. »

Proche ami de Seignelay, Tourville voit sa carrière s'accélérer à partir de 1680. Il accompagne le ministre dans sa tournée d'inspection à Bordeaux et à Bayonne. En février 1680, il reçoit une pension de 4 000 livres sur le budget de l'évêché de Verdun. Le chevalier de Tourville est fait lieutenant général des armées navales par lettres, datées de Saint-Germain-en-Laye, le 1er janvier 1682, en remplacement du marquis de Martel, qui venait de mourir. Il est alors âgé de 42 ans. Une nouvelle pension de 3 000 livres lui est accordée. Ces 7 000 livres s'ajoutent alors aux 12 000 livres d'appointements annuels comme lieutenant général.

##### Lutte contre les corsaires et bombardements en Méditerranée (1682-1685)
La même année, il reçoit le commandement du vaisseau Le Vigilant, dans la flotte de Duquesne envoyée bombarder Alger (juillet-septembre), et en 1683, il commande Le Ferme, toujours sous les ordres du même lieutenant général. La campagne commence mal, un coup de vent force l'escadre de revenir aux îles d’Hyères. Il participe également aux opérations en mer Méditerranée et y remporte de nombreux succès : le bombardement de Gênes en 1684, le bombardement de Tripoli sur l'Agréable, à l'été 1685.
Tourville n'est pas seulement un chef de guerre, il s'intéresse et participe de près à la gestion de la marine. Il intervient dans la construction et l'architecture navale, sur la logistique et la formation des marins et des officiers de marine. Il propose notamment d'utiliser des maquettes de vaisseaux pour l'instruction. Il est secrètement consulté par Colbert sur tous les aspects de la marine, y compris sur les promotions des officiers. Il ne cesse de conseiller au ministre de promouvoir des gens de mer. Mais c'est avec la guerre de la Ligue d'Augsbourg qu'il écrit les plus belles pages de sa carrière.

« Tourville possédait en perfection toutes les parties de la marine, depuis celle du charpentier jusqu'à celle d'un excellent amiral »

— Saint-Simon

#### Guerre de la Ligue d'Augsbourg (1688-1697)

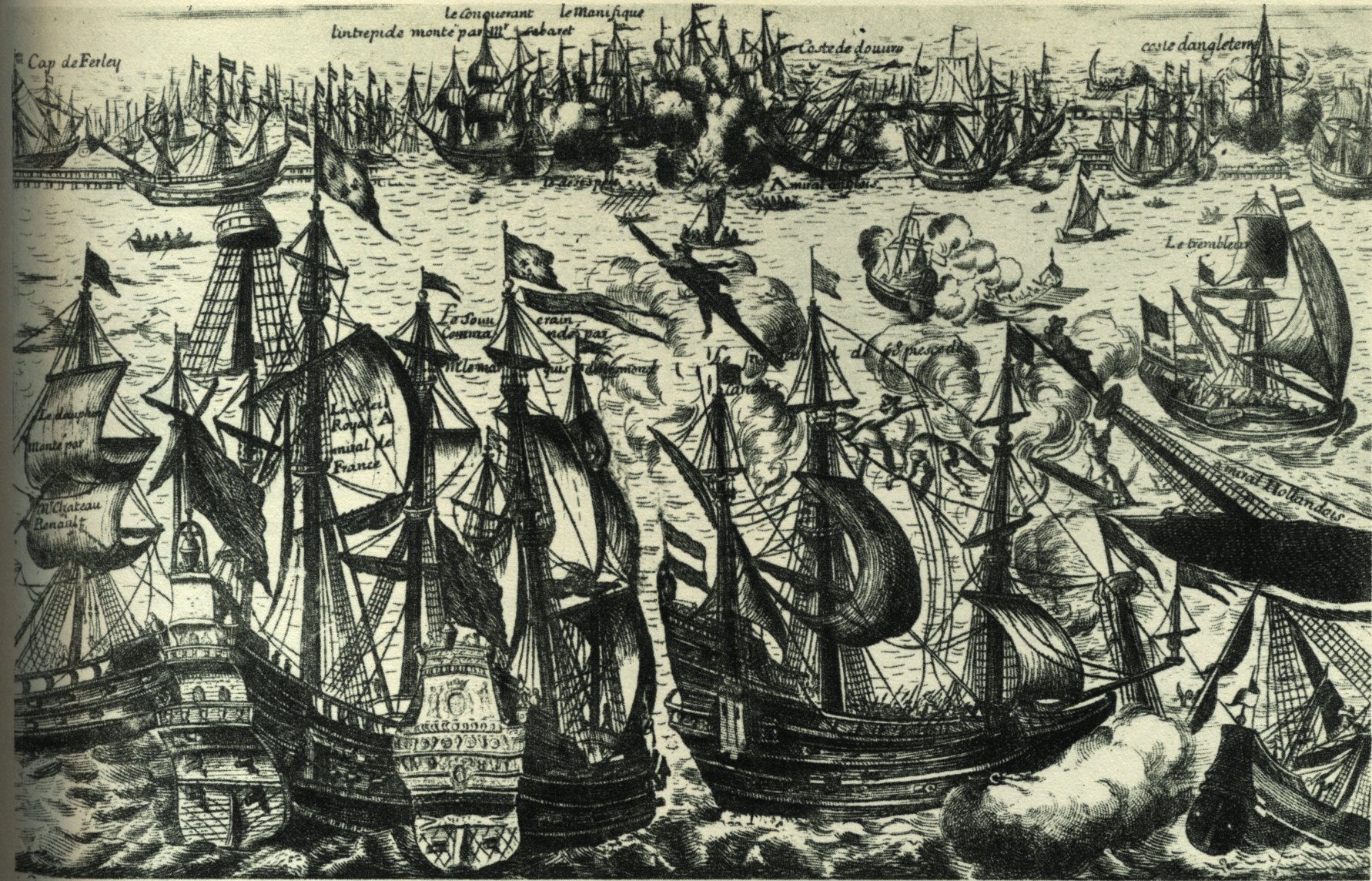
Bataille de Béveziers (1690)

En 1688, dans la Manche, il s'empare de cinq vaisseaux hollandais. Le 2 juin de la même année, Tourville était à la mer, avec une escadre, lorsqu'il rencontre une escadre espagnole, commandée par l'amiral Papachin, il lui demande de saluer du canon le pavillon français, ce que l'Espagnol refuse de faire. Tourville l'attaque, et par un combat vigoureux, le contraint à lui rendre son salut. Cette action fait grand bruit à Versailles et à L’Escurial.
En 1688, Duquesne meurt et la vice-amirauté de Levant, que le Roi Louis XIV s'était toujours refusé de lui donner en l'absence d'une conversion au catholicisme, était désormais vacante. Le Roi confie cette charge à Tourville, par les lettres du 1er novembre 1689. Il est alors, de fait, vice amiral et commandant de la marine française, d'Estrées ne prenant plus la mer.
En 1690, il est reçu chevalier de l'ordre de Saint-Lazare de Jérusalem.
Le 10 juillet 1690 et les jours suivants, Tourville commande l'armée navale française qui disperse la flotte anglo-hollandaise au cap Béveziers (appelé Beachy Head par les Anglais, au sud-ouest de l'Angleterre). Cette bataille est la victoire la plus éclatante de toute l'histoire de la marine française sur les Anglais, et même la seule dans la Manche. Ayant fait subir de lourdes pertes aux coalisés, Tourville peut alors occuper la mer et protéger les côtes françaises. C'est ce qu'il fera du 25 juin au 14 août 1691 pendant la « Campagne du Large » au cours de laquelle, cinquante jours durant, il parvient à tromper la vigilance et à déjouer les attaques d'une flotte anglaise lancée à sa poursuite en Manche puis dans l'océan Atlantique. Cependant, Louis XIV est déçu, car Tourville n'exploite aucunement son succès (il était censé soutenir un débarquement du prétendant Jacques II en Irlande, qui est battu) et, selon certains historiens [réf. souhaitée], cette victoire sans suite détourne Louis XIV de continuer à investir beaucoup dans sa marine.

##### Bataille de la Hougue, 22 mai 1692

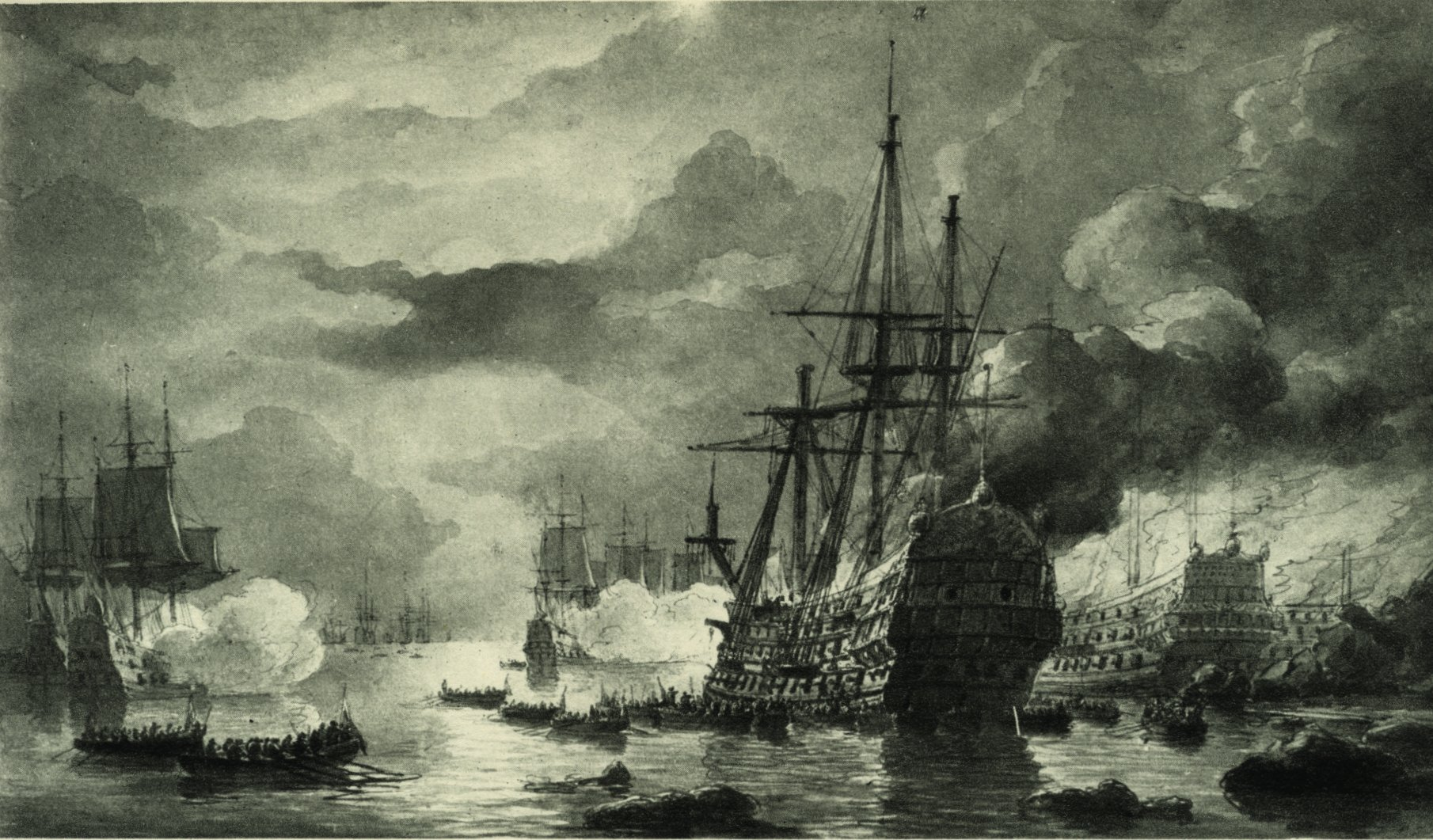
Bataille de la Hougue.

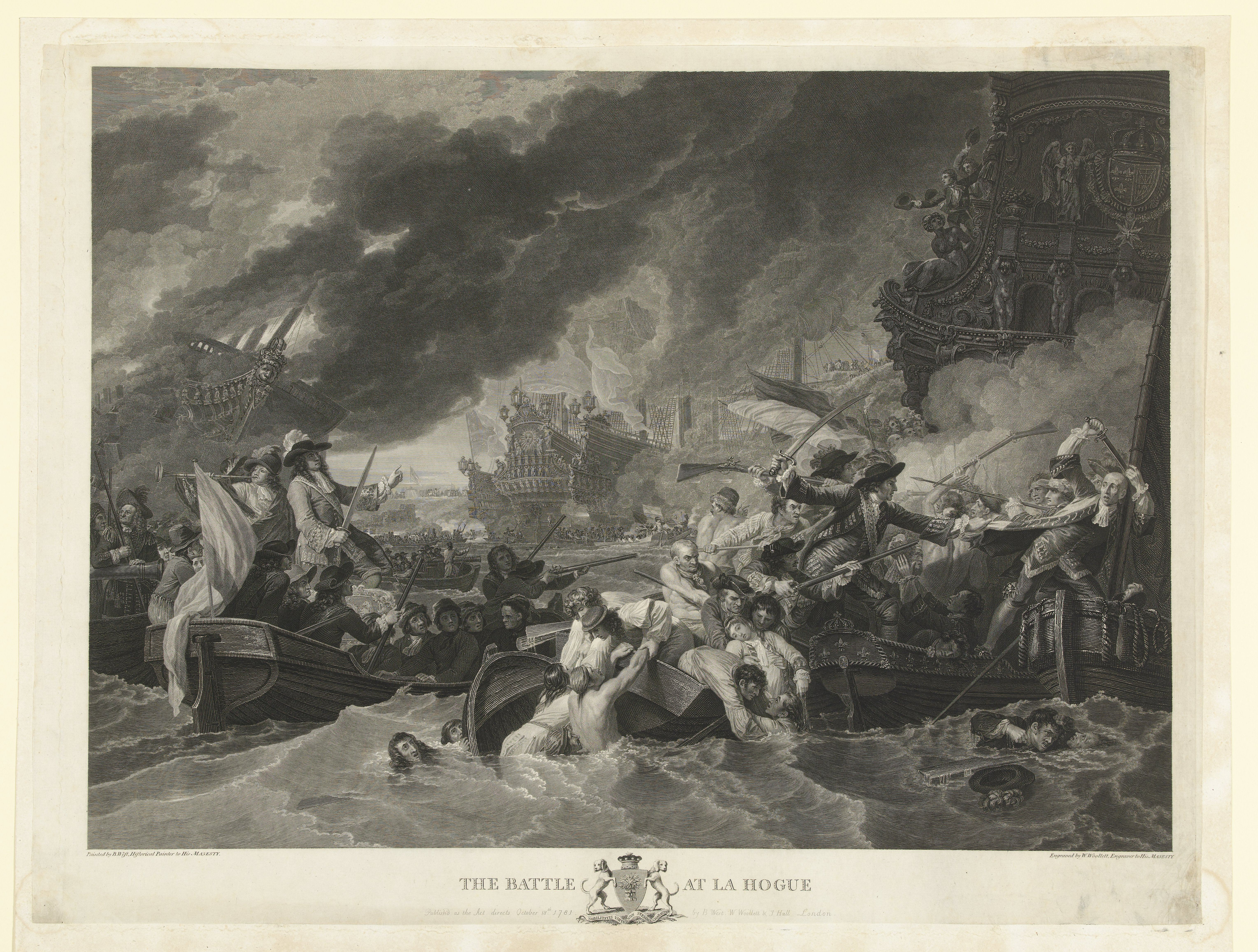
De Tourville, à droite de la gravure, passant d'un bord à l'autre doit se liberer d'un coup de sabre.

Dans le but de couvrir le débarquement des troupes de Jacques II, Louis XIV le charge à nouveau, en 1691, du commandement de la marine. La « campagne du Large » ne fut l'occasion d'aucun grand combat naval, mais Tourville parvint à s'emparer de onze bâtiments marchands et de leur escorte. À cette nouvelle, l'amiral Russel, commandant une flotte de 84 vaisseaux, lui donne la chasse. Jouant au chat et à la souris, profitant du vent, Tourville lui échappe et se réfugie près des côtes alors que Russel perd quatre vaisseaux et 1 500 hommes d'équipage dans une violente tempête.
Le 29 mai 1692 à bataille de Barfleur, à un contre deux, l'escadre du Levant commandée par d'Estrées n'ayant pu rejoindre à temps l'escadre du Ponant, il fait jeu égal avec la flotte coalisée et parvient au prix de combats acharnés et de manœuvres habiles à ne perdre aucun bâtiment. Cependant, dans leur retraite, les vaisseaux avariés sont ralentis, victimes d'une inversion du courant et doivent se réfugier à Cherbourg et à Saint-Vaast-la-Hougue. Au cours de la bataille de la Hougue, Tourville ne peut empêcher la destruction de 15 vaisseaux, échoués, dont le vaisseau amiral le Soleil Royal, le plus beau et le plus célèbre de tous les vaisseaux de la flotte de Louis XIV.
À la suite de cet événement, la Cour vient au secours de Tourville. Saint-Simon, entre autres, sauve pendant longtemps, la réputation de Tourville dont le père avait été au service du sien. Il écrit :

« Le Roi avait en mer une armée navale commandée par le célèbre Tourville, vice-amiral. Et les Anglais une autre, jointe aux Hollandais, presque du double supérieure. Elles étaient dans la Manche […] Tourville, si renommé par sa valeur et sa capacité […] fit des prodiges. Tourville fut accablé du nombre et quoiqu'il sauvât plus de navires qu'on ne pouvait espérer, tous presque furent perdus ou brûlés après le combat de La Hogue. »

Loué par le plus grand mémorialiste de l'époque, félicité par le Roi qui l'accueille à Versailles avec ces mots : « Monsieur, nous avons été battus, mais vous avez acquis de la gloire, pour vous et pour la nation. » Il est élevé à la dignité de maréchal de France le vendredi 27 mars 1693, le même jour que Catinat, Choiseul, Villeroy, Joyeuse, Noailles et Boufflers,.
Tourville, lui-même, est étonné par cette promotion, d'autant plus que Seignelay — son protecteur — était mort depuis 1690. « Tourville fut d'autant plus transporté que sa véritable modestie lui cachait sa propre réputation et qu'il n'imaginait pas même d'être maréchal de France si on en faisait quoiqu'il le méritât autant qu'aucun d'eux. »

##### Bataille de Lagos, 27 juin 1693

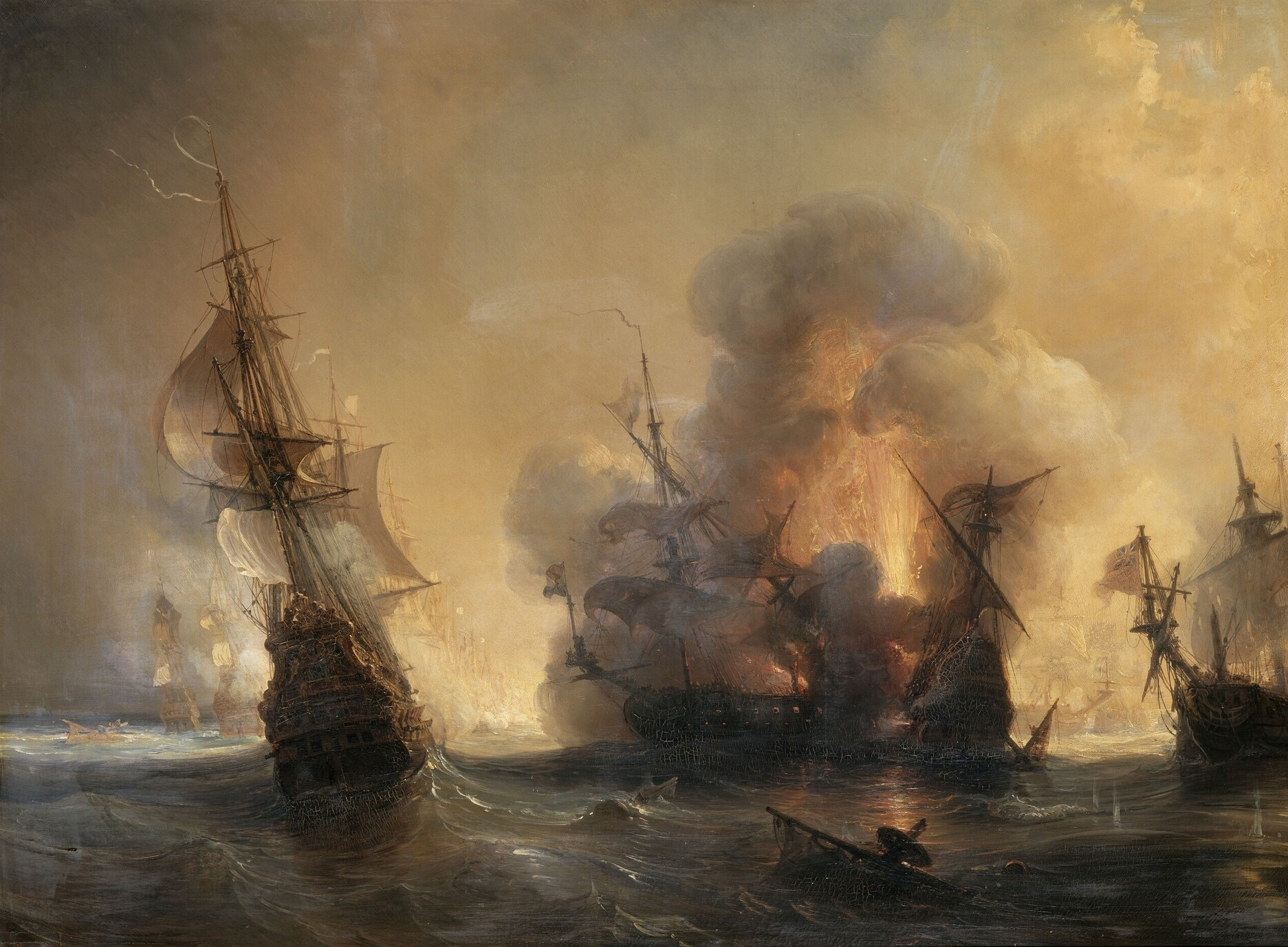
Bataille de Lagos, (Théodore Gudin)

En 1693, il peut venger la défaite de la Hougue en s'emparant du « convoi de Smyrne », au large de Lagos. Il capture ou détruit 80 navires marchands et inflige aux coalisés une perte de 30 millions de livres. Tourville se retrouve à la tête d'une armée navale de 93 vaisseaux. Il participe en 1694 à sa dernière campagne maritime, en Méditerranée, avec les sièges de Palamós et Livourne. Il partage ses dernières années entre Provence, Saintonge et Aunis dont il a été nommé commandant militaire et où il organise la défense des côtes françaises.
À Brest, en 1695, il s'active encore en des heures difficiles, à la suite du grand hiver et des bombardements anglais de l'année précédente (Saint-Malo, Dieppe, Le Havre). Le 2 novembre 1695, il reçoit son neveu Châteaumorand dans l'Ordre de Saint-Louis. Cependant, le cœur n'y est plus, il s'ennuie, se sent mal à l'aise en l'hôtel où réside sa femme et préfère résider seul dans un petit appartement du faubourg Montmartre. Il reçoit quelquefois des amis marins avec lesquels il évoque les grandes heures de la marine française au tournant du XVIIe siècle.
Il n'a que cinquante-neuf ans, mais la tuberculose le mine. Il meurt à Paris le 23 mai 1701. Il est enterré en l'église Saint-Eustache à Paris, à proximité du tombeau de Colbert, réalisé par Antoine Coysevox. En 1787, ses ossements furent transférés aux catacombes de Paris.

## Mariage et descendance
En 1690, Anne Hilarion de Costentin de Tourville épouse Louise-Françoise d'Hymbercourt, fille d'un riche fermier général et veuve d'un cousin germain de Colbert, mariage qui sera cependant malheureux.
Ils ont deux enfants :
- Louis Alexandre, comte de Tourville, né en 1690, colonel du régiment de Tourville en 1709, il est tué à la bataille de Denain le 24 juillet 1712.
- Luce-Françoise, dame du palais de la duchesse de Berry, qui épouse le 26 juillet 1714 Guillaume Alexandre de Galard de Béarn, comte de Brassac, colonel du régiment de Bretagne (mort en 1768). De cette union naît Anne-Hilarion de Galard de Brassac dit comte de Béarn, qui s'unira avec Olympe de Caumont La Force et auront quatre enfants dont Alexandre de Galard, marquis de Cugnac, qui épouse en 1768 Anne-Gabrielle Potier de Novion.

## Jugement de ses contemporains et de ses biographes
Saint-Simon dans ses Mémoires dit de Tourville qu'il était le plus grand homme de mer de son siècle.

« La France perdit le plus grand homme de mer, de l'aveu des Anglais et des Hollandais, qui eût été depuis un siècle, et en même temps le plus modeste. Ce fut le maréchal de Tourville qui n'avait pas encore soixante ans. Il ne laissa qu'un fils qui promettait, et qui fut tué dès sa première campagne, et une fille fort jeune. Tourville possédait en perfection toutes les parties de la marine, depuis celle du charpentier jusqu'à celles d'un excellent amiral. Son équité, sa douceur, son flegme, sa politesse, la netteté de ses ordres, les signaux et beaucoup d'autres détails particuliers très utiles qu'il avait imaginés, son arrangement, sa justesse, sa prévoyance, une grande sagesse aiguisée de la plus naturelle et de la plus tranquille valeur, tout contribuait à faire désirer de servir sous lui, et d'y apprendre. »

Le biographe du XIXe siècle, Auguste Jal dit de lui :

« Un vrai grand homme de mer, le plus grand marin de son temps et qui n'a point été surpassé ; brave autant que les plus braves, et plus habile que ceux qui s'acquirent une réputation d'habileté dans le maniement de flottes considérables; hardi sans vaine témérité; prudent sans apparence de faiblesse; fort d'une expérience longuement acquise et sachant obéir quand il servait en sous-ordre ou quand, général en chef, il recevait du Roi des ordres que sa raison réprouvait; et avec cela, beau, aimable, aussi bien an milieu de la cour que sur son vaisseau, enfin un vrai héros de roman, s'il avait vécu à l'époque de la chevalerie. »

## Iconographie

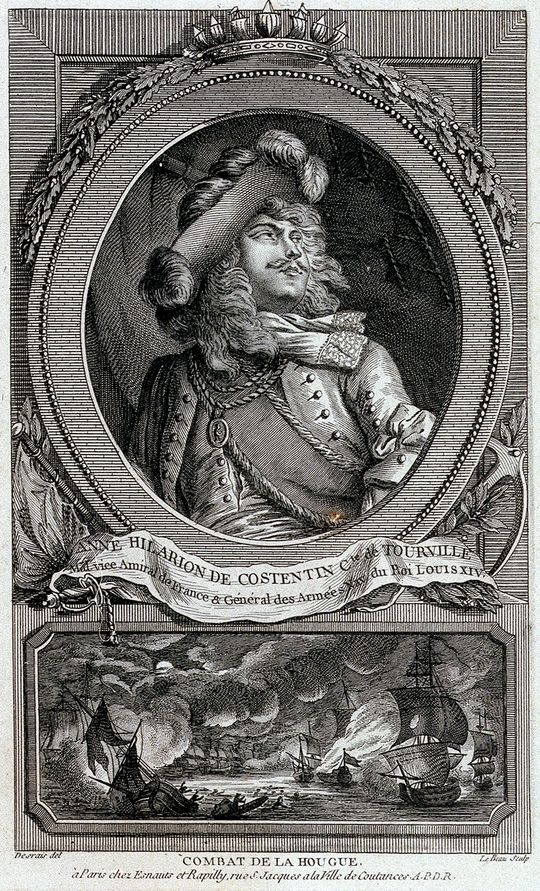
Gravure représentant Tourville au-dessus des navires français en feu à l'issue de la bataille de la Hougue.
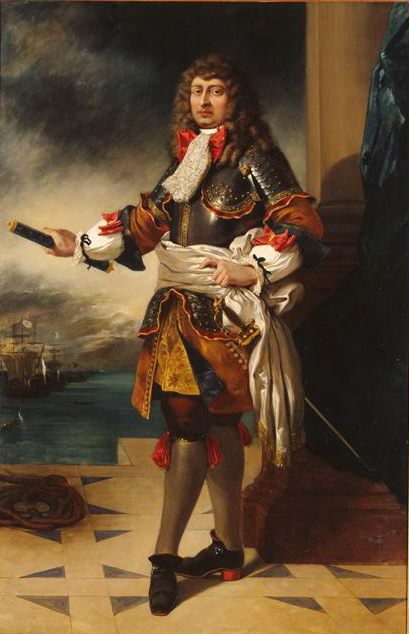
Portrait en pied du comte de Tourville avec son bâton de maréchal de France, par Eugène Delacroix
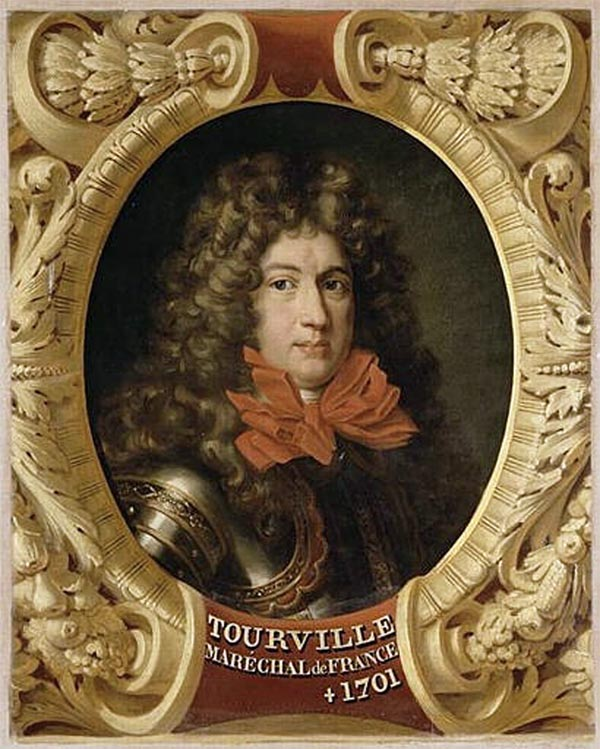
Portrait anonyme daté de 1701.
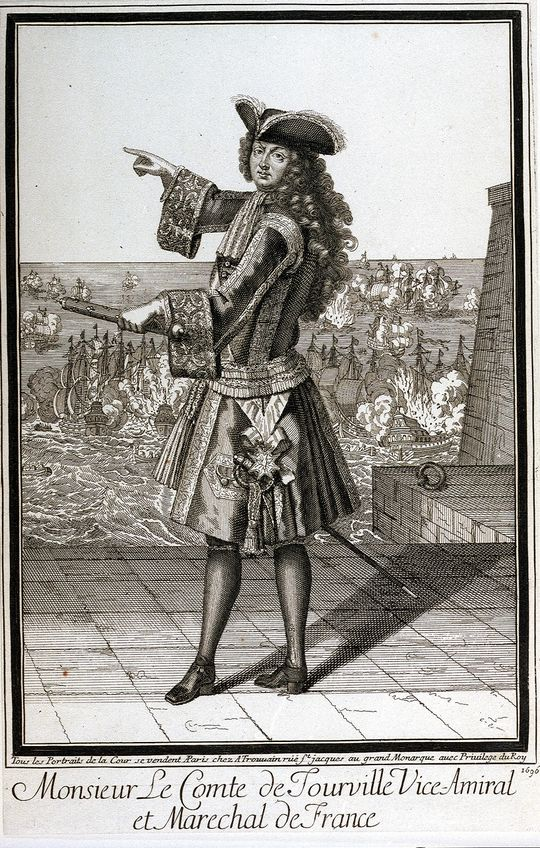
Monsieur le Comte de Tourville Vice-Amiral et Maréchal de France, gravure d'Antoine Trouvain (1696)
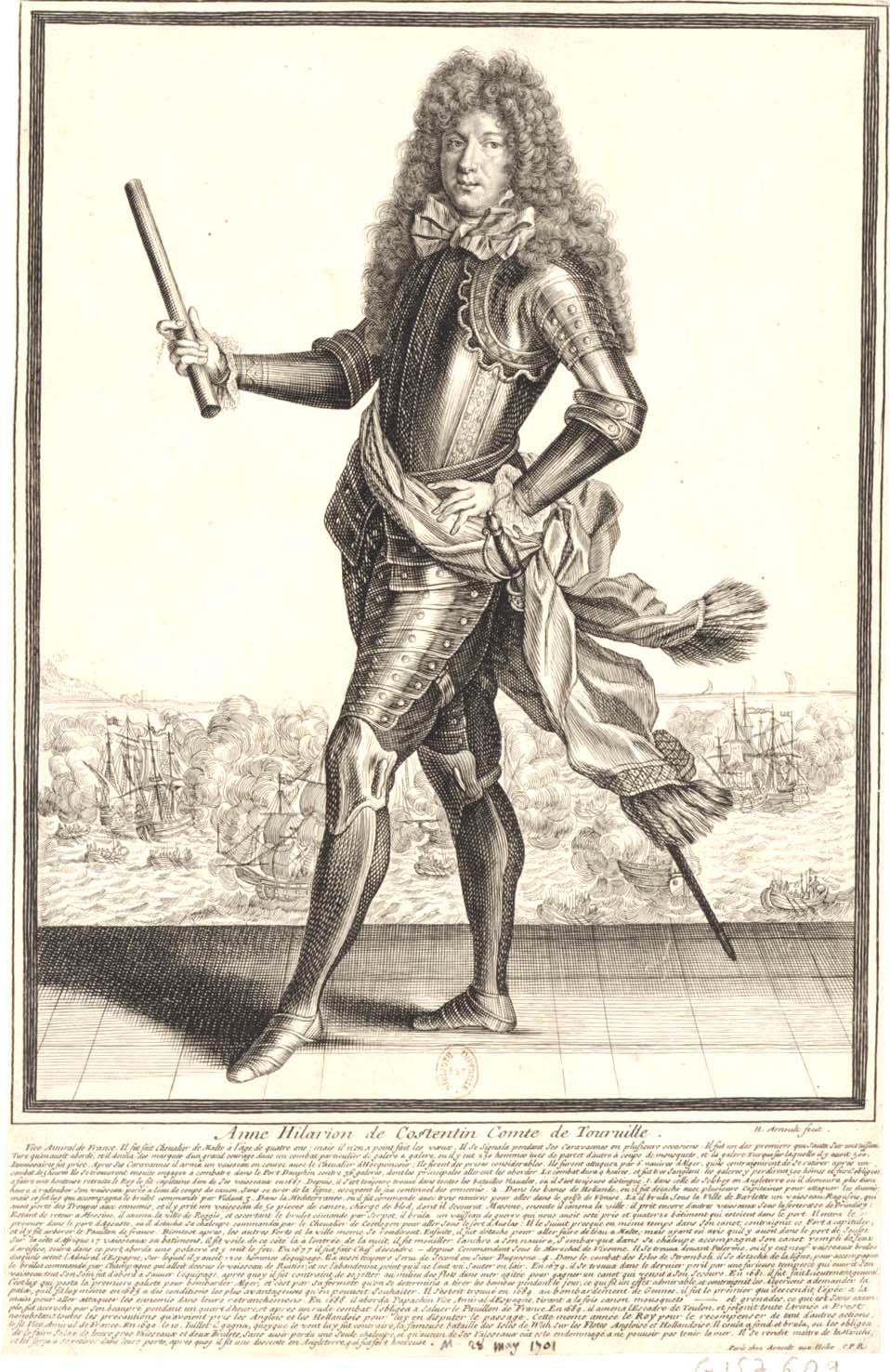
Anne Hilarion de Costentin de Tourville par Nicolas Arnoult.

## Hommages et postérité
Plusieurs navires de la Marine nationale française portent le Tourville , parmi lesquels :
- le croiseur lourd Tourville de classe Duquesne entre 1928 et 1962 ;
- la frégate anti-sous-marine Tourville, du type F67, tête de série de la classe Tourville ;
- le troisième sous-marin Classe Suffren (sous-marin) Tourville (sous-marin), prévu pour 2025.

Des voies sont nommées en son honneur :
- Une avenue parisienne, l'avenue de Tourville, dans le 7e arrondissement de Paris.
- D'autres avenues, des boulevards, des rues, des quais portent aussi son nom dans les villes de Lyon, Bordeaux, Brest, Le Havre, Nantes, Caen, Saint-Vaast-la-Hougue, Sherbrooke (Canada), Reims, Saint-Germain-en-Laye, Longjumeau, Drummondville (Québec)…

Une exposition intitulée Souvenirs de Tourville : 250e anniversaire de la SHM a eu lieu au Musée national de la Marine à Paris en 1951.

### Statues
- Une statue en bronze le représentant est érigée en 1907 sur le monument aux morts de 1870, sur le parvis de la cathédrale de Coutances. Elle est réalisée par Ernest Hulin. Elle est fondue en 1943, dans le cadre de la mobilisation des métaux non ferreux.
- Une statue le représentant, réalisée en 1952 par Hubert Yencesse, initialement érigée au Trocadéro à Paris, est située dans le jardin des plantes de Coutances. Elle remplace celle réalisée par Ernest Hulin.
- Une statue le représentant, réalisée en 1931 par Joseph Charles Marin, est située place Léon-Paul Legraverend, devant la Poste, à Tourville-sur-Sienne.

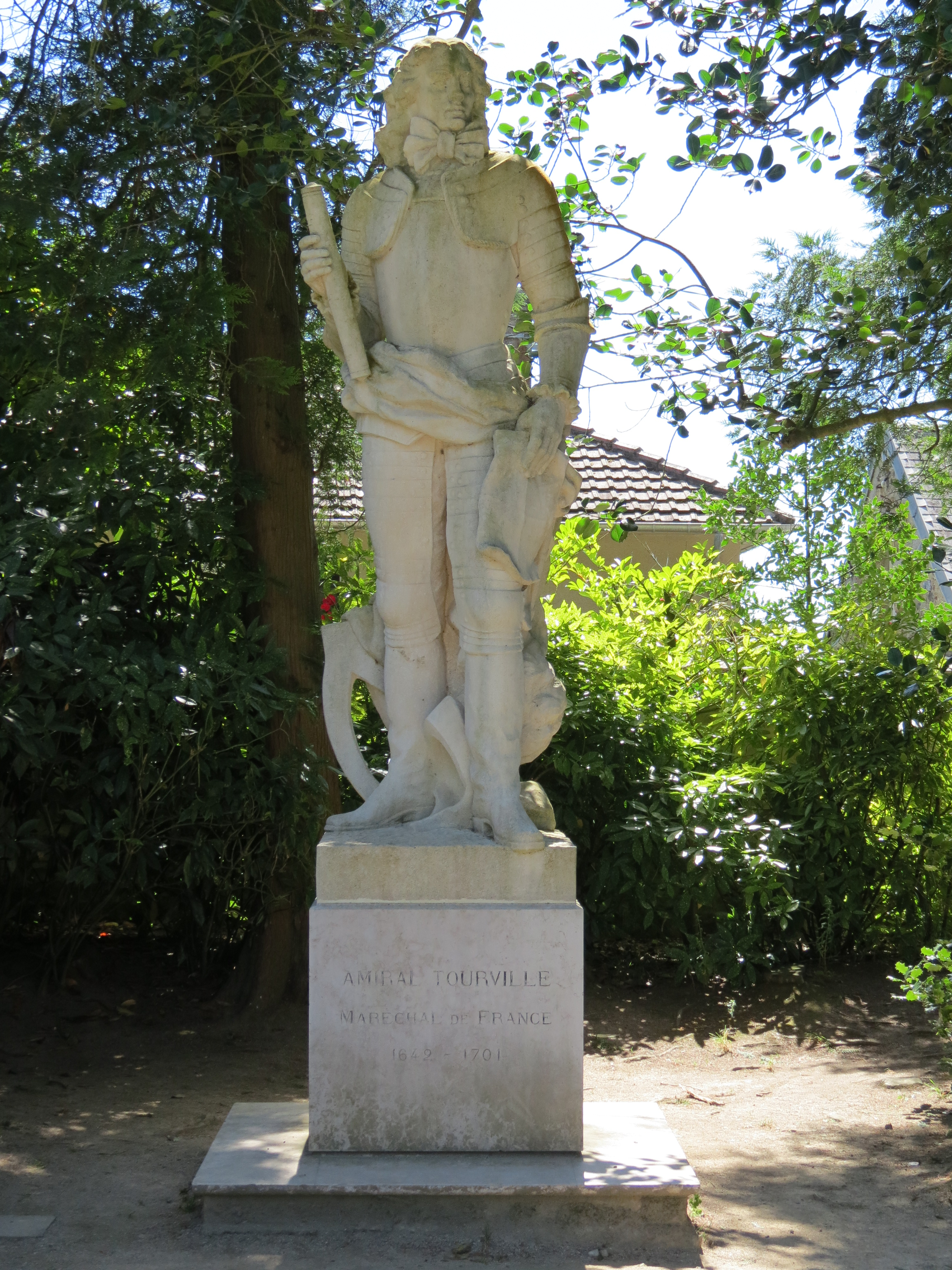
Statue de Tourville dans le jardin des plantes de Coutances.
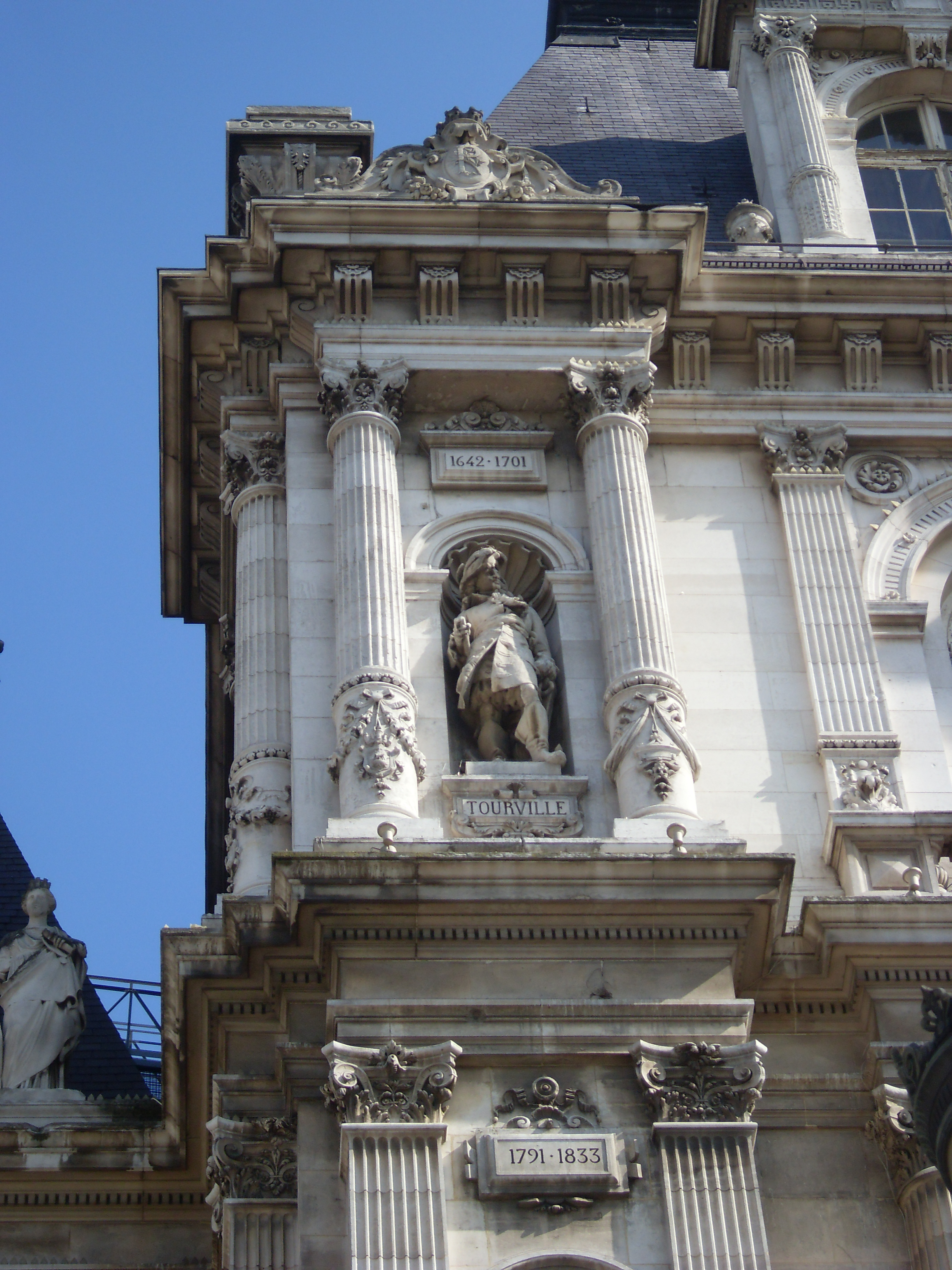
Anne Hilarion de Costentin de Tourville par Émile Peynot, sur la façade de l'hôtel de ville de Paris.
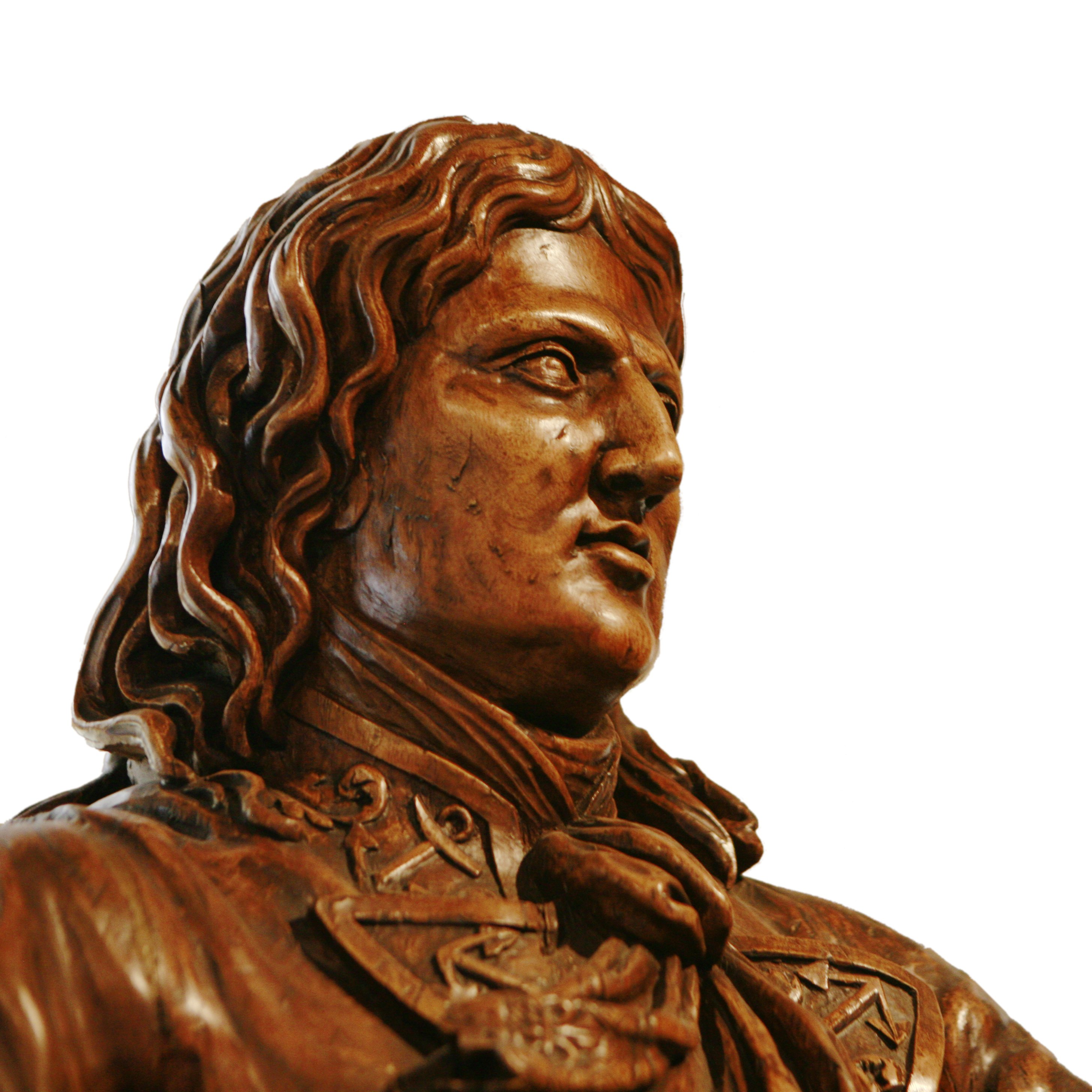
Statue en bois représentant Tourville, Musée national de la Marine de Toulon.
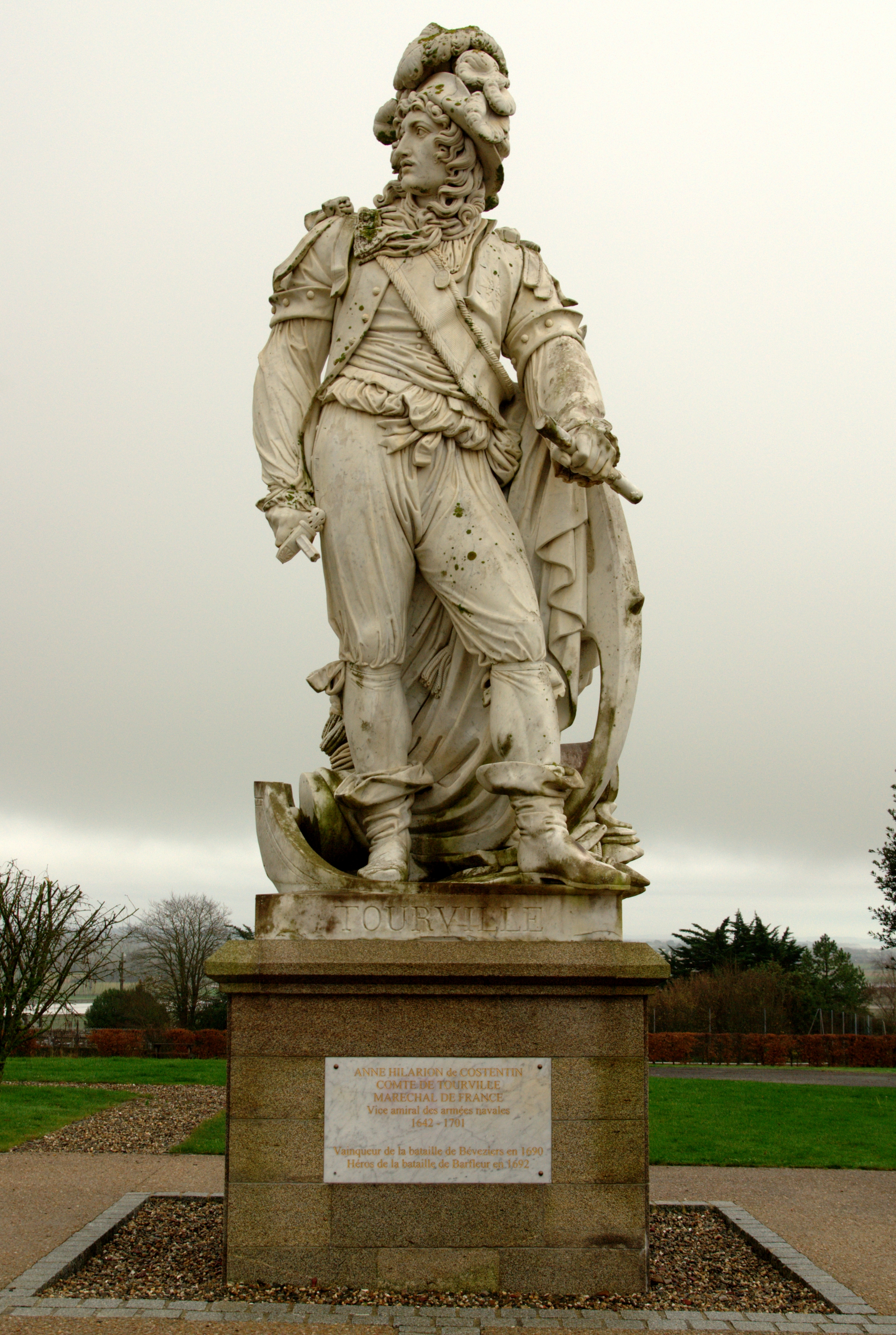
La statue du maréchal de Tourville à Tourville-sur-Sienne.

## Armoiries
| Figure | Blasonnement |
|        | De gueules, à un senestrochère d'argent, tenant une épée du même, surmonté d'un casque taré de profil, aussi d'argent., |